# (6560) Pravdo
(6560) Pravdo es un asteroide perteneciente al cinturón de asteroides, región del sistema solar que se encuentra entre las órbitas de Marte y Júpiter.
Fue descubierto el 9 de julio de 1991 por Eleanor F. Helin  desde el Observatorio Palomar.

## Designación y nombre
Designado provisionalmente como 1991 NP, fue nombrado en honor a Steven H. Pravdo, quien trabaja en los campos de la astrofísica de rayos X y la detección de planetas extrasolares, así como en el desarrollo de instrumentos y misiones para programas espaciales en el Laboratorio de Propulsión a Chorro. Como administrador de tareas del sistema de seguimiento de asteroides cercanos a la Tierra, ha contribuido al diseño, la fabricación, la instalación y las operaciones del NEAT. Su experiencia en ingeniería, análisis y gestión de sistemas contribuyó significativamente al éxito del proyecto.

## Características orbitales
Pravdo está situado a una distancia media del Sol de 2,356 ua, pudiendo alejarse hasta 2,625 ua y acercarse hasta 2,087 ua. Su excentricidad es 0,114 y la inclinación orbital 23,221 grados. Emplea 1320,91 días en completar una órbita alrededor del Sol.
Pertenece a la familia de asteroides de (25) Phocaea.

## Características físicas
La magnitud absoluta de Pravdo es 12,97. 